# Шпак Андрій Володимирович
Андрій Володимирович Шпак (нар. 25 жовтня 1978, Копичинці, Тернопільська область, УРСР) — український футболіст, нападник.

## Життєпис
Футбольну кар'єру розпочав у 1995 році в складі «Газовик» (Комарно), 25 червня 1995 року в нічийному (2:2) домашньому поєдинку 42-о туру Другої ліги проти білоцерківської «Трансімпекс-Росі». Андрій вийшов на поле на 66-й хвилині, замінивши Ігора Масника. Той матч виявився єдиним для молодого нападника в складі «Газовика». Напередодні початку сезону 1995/96 перейшов до «Скали». Дебютував у футболці стрийської команди 31 березня 1996 року в програному (0:6) виїзному поєдинку 23-о туру Першої ліги проти макіївського «Шахтаря». Шпак вийшов на поле на 69-й хвилині, замінивши Володимира Мазяра. Першим голом на професіональному рівні відзначився 5 травня 1996 року на 87-й хвилині програного (1:3) виїзного поєдинку 32-о туру Першої ліги проти СК «Одеса». Шпак вийшов на поле на 67-й хвилині, замінивши Івана Скіцка. У футболці стрийського клубу відіграв один сезон, провів на полі 12 поєдинків та відзначився 1 голом.
У 1996 році перейшов до тернопільської «Ниви». Дебютував у Вищій лізі 11 серпня 1996 року в програному (0:5) виїзному поєдинку 5-о туру проти донецького «Шахтаря». Шпак вийшов на поле на 64-й хвилині, замінивши Михайла Дем'янчука. Дебютним голом у вищому дивізіоні чемпіонату України відзначився 24 травня 1997 року на 90-й хвилині програного (2:3) виїзного поєдинку 27-о туру проти кременчуцького «Кременя». Андрій вийшов на поле в стартовому складі та відіграв увесь матч. У складі «Ниви» виступав протягом трьох з половиною сезонів, за цей час у Вищій лізі зіграв 54 матчі та відзначився 5-а голами, ще 7 матчів провів у кубку України. У сезоні 1997/98 років також виступав за друголіговий фарм-клуб тернополян — «Кристал» (Чортків) (15 матчів, 3 голи).
Під час зимової перерви сезону 1999/00 років перейшов до запорізького «Металурга». Дебютував у футболці «козаків» 11 березня 2000 року в переможному (2:0) виїзному поєдинку 1/16 фіналу кубку України проти охтирського «Нафтовика-Укрнафти». Шпак вийшов на поле в стартовому складі та відіграв увесь матч. У Вищій лізі дебютував за «металургів» 18 березня 2000 року в переможному (2:0) домашньому поєдинку 16-о туру проти кіровоградської «Зірки». Андрій вийшов на поле на 86-й хвилині, замінивши Романа Бондаренка. Дебютним голом у футболці запорізького клубу відзначився 16 червня 2000 року на 79-й хвилині переможного (6:1) домашнього поєдинку 29-о туру Вищої ліги проти дніпропетровського «Дніпра». Шпак вийшов на поле на 67-й хвилині, замінивши Валентина Полтавця. За півтора сезони, проведені в першій команді, у Вищій лізі зіграв 21 матч та відзначився 1 голом, ще 4 поєдинки провів у кубку України. Також зіграв 3 матчі (1 гол) за фарм-клуб запорожців — «Металург-2». А 8 жовтня 2000 року зіграв 1 поєдинок у Другій лізі за третю команду «металургів» — «СДЮШОР-Металург».
Влітку 2002 року підписав контракт з «Зорею». Дебютував за луганську команду 28 липня 2002 року в переможному (2:0) домашньому поєдинку 1-о туру групи В Другої ліги проти донецького «Шахтаря-3». Андрій вийшов на поле в стартовому складі, а на 46-й хвилині його замінив Денис Ляшко. Дебютним голом у футболці «луганців» відзначився 18 серпня 2002 року на 18-й хвилині переможного (2:0) домашнього поєдинку 3-о туру групи В Другої ліги проти краснопільського «Явора». Шпак вийшов на поле в стартовому складі та відіграв увесь матч. За підсумками сезону «Зоря» стала переможцем групи В Другої ліги та отримала путівку до Першої ліги. У складі луганського клубу провів півтора сезони, в чемпіонатах України зіграв 31 матч та відзначився 5-а голами, ще 2 матчі провів у кубку України. Також 1 поєдинок зіграв за аматорський фарм-клуб луганців — «Зорю-2». Під час зимової перерви сезону 2003/04 років завершив кар'єру професіонального футболіста.
Продовжив виступи на аматорському рівні. У 2007 році захищав кольори ФК «Чортків». По ходу сезону перейшов до ФК «Лужани», з якими протягом двох сезонів виступав в аматорському чемпіонаті України (19 матчів, 5 голів). З 2009 по 2010 рік виступав за «Марспирт» в аматорському чемпіонаті України, а в 2011 році в складі команди грав у чемпіонаті Тернопільської області. У 2012 році зіграв 3 матчі за «Гуцульщину» (Косів) у чемпіонаті Івано-Франківської області. Того ж року виступав за ФК «Банилів» у чемпіонаті Чернівецької області. З 2014 по 2015 рік знову виступав за ФК «Чортків», а з 2016 по 2017 рік — за ФК «Копичинці» у чемпіонаті Тернопільської області.

## Досягнення
«Зоря» (Луганськ)
- Друга ліга чемпіонату України
  -  Чемпіон (1): 2002/03 (група В)